# Goražde
 Ovo je glavno značenje pojma Goražde. Za naselje u općini Berane, Crna Gora pogledajte Goražde (Berane, Crna Gora).
Goražde je grad i jedna od tri općine Bosansko-podrinjske županije Goražde, u istočnom dijelu Bosne i Hercegovine. Glavna naselja općine su Goražde, Bačci i Vitkovići.

## Zemljopis
U gornjem toku rijeke Drine, otprilike u središtu njenog gornjeg toka, nalazi se grad Goražde. Grad ima povoljan zemljopisni i strateški položaj. Smješten je na istočnim obroncima planine Jahorine, na nadmorskoj visini od 345 m, 43° 40' sjeverne zemljopisne širine, te 18° 58' istočne zemljopisne dužine. Pjesnik bi uočio da se grad nalazi na obje strane rijeke Drine, vezan drinskim mostovima.
Grad okružuju uzvišenja Mišjak na jugozapadu, Biserna na jugoistoku, Samari na jugu, Gubavica na zapadu i Površnica na sjeveru. Između ovih lijepih šumskih predjela, prkosno i nekada plahovito protječe ljepotica Drina, koja nizvodno od grada, otprilike oko jedan kilometar gubi svoje pravo ime i prelazi u umjetno jezero. Dolina Drine bila je glavna raskrsnica, odnosno prometna arterija na području istočne Bosne. Važan je to put za Primorje, Srbiju, Crnu Goru, dobra veza sa Sarajevom i drugim krajevima. Za sve ove puteve znali su stari Rimljani, srednjovjekovni Dubrovčani i mnogi drugi. Poseban značaj Goraždu u prometnom pogledu davala je pruga uskog kolosijeka Ustiprača – Foča izgrađena 1939. godine. Veći značaj Goražde dobiva 1958. godine kada je izgrađen put Goražde – Tjentište – Čemerno – Gacko – Dubrovnik.

## Stanovništvo
Po posljednjem službenom popisu stanovništva iz 1991. godine, općina Goražde imala je 37.573 stanovnika, raspoređenih u 187 naselja.
| Stanovništvo općine Goražde |                  |                  |                  |
| godina popisa               | 1991.            | 1981.            | 1971.            |
| Muslimani                   | 26.296 (69,98 %) | 25.142 (68,09 %) | 24.544 (70,76 %) |
| Srbi                        | 9843 (26,19 %)   | 9107 (24,66 %)   | 9293 (26,79 %)   |
| Hrvati                      | 80 (0,21 %)      | 99 (0,26 %)      | 179 (0,51 %)     |
| Jugoslaveni                 | 789 (2,09 %)     | 1851 (5,01 %)    | 168 (0,48 %)     |
| ostali i nepoznato          | 565 (1,50 %)     | 725 (1,96 %)     | 501 (1,44 %)     |
| ukupno                      | 37.573           | 36.924           | 34.685           |

#### Goražde (naseljeno mjesto), nacionalni sastav
| Goražde            |                |                |                |
| godina popisa      | 1991.          | 1981.          | 1971.          |
| Muslimani          | 9568 (58,79 %) | 6746 (51,80 %) | 5266 (55,53 %) |
| Srbi               | 5584 (34,31 %) | 4376 (33,60 %) | 3675 (38,75 %) |
| Hrvati             | 62 (0,38 %)    | 75 (0,57 %)    | 133 (1,40 %)   |
| Jugoslaveni        | 663 (4,07 %)   | 1495 (11,48 %) | 100 (1,05 %)   |
| ostali i nepoznato | 396 (2,43 %)   | 330 (2,53 %)   | 308 (3,24 %)   |
| ukupno             | 16.273         | 13.022         | 9482           |

### Turski popis stanovništva 1468./1469.
| Stanovništvo Goražda 1468./1469. |           |           |         |       |                 |
| godina                           | broj sela | broj kuća | odrasli | djeca | broj stanovnika |
| 1468./1469.                      | /         | 144       | /       | /     | 835             |

## Naseljena mjesta
Ahmovići, 
Baćci, 
Bahovo, 
Bakije, 
Bare, 
Batkovići, 
Bezmilje, 
Biljin, 
Bogušići, 
Borovići, 
Boškovići, 
Brajlovići, 
Bratiš, 
Brekovi, 
Brezje, 
Brijeg, 
Budići, 
Butkovići, 
Butkovići Ilovača, 
Crvica, 
Čitluk, 
Čovčići, 
Ćatovići, 
Ćehajići, 
Ćurovi, 
Deševa, 
Donja Brda, 
Donja Bukvica, 
Donji Bogovići, 
Dučići, 
Džindići, 
Faočići, 
Gaj, 
Glamoč, Gočela, Goražde, Gornja Brda, Gornja Bukvica, Gornji Bogovići, Grabovik, Gunjačići, Gunjevići, Gusići, Guskovići, 
Hadžići, Hrančići, 
Ilino,
Ilovača, 
Jagodići, 
Jarovići, 
Kalac, 
Kamen, 
Kazagići, 
Knjevići, Kodžaga Polje, 
Kola, 
Kolijevke, 
Kolovarice, 
Konjbaba, 
Konjevići, 
Kosače, 
Kovači, 
Kraboriš, 
Kreča, 
Kučine, Kušeši, 
Kutješi, 
Laleta, 
Lukarice, 
Markovići, 
Mirvići, 
Mirvići na Podhranjenu, 
Morinac, 
Mravi, 
Mravinjac, 
Mrkovi, 
Nekopi, 
Orahovice, 
Oručevac, 
Osanica, 
Osječani, 
Ostružno, 
Ozrenovići, 
Paraun, 
Perjani, 
Pijestina, 
Pijevac, 
Plesi, 
Podhranjen, 
Poratak, Potrkuša, 
Prisoje, 
Radići, 
Radovovići, 
Raškovići, 
Ratkovići, 
Rešetnica, 
Rosijevići, 
Sedlari, 
Sijedac, 
Skravnik, 
Slatina, 
Sofići, 
Spahovići, 
Šabanci, 
Šašići, 
Šehovići, 
Šemihova, 
Šućurići, 
Tupačići, 
Ušanovići, 
Utješinovići, 
Vitkovići, 
Vlajčići, 
Vraneši, 
Vranići, 
Vranpotok, 
Vrbica, 
Vremci, 
Vučetići, 
Zabus, 
Završje, 
Zorovići, 
Zupčići, 
Žigovi
i  
Žilići, 
te dijelovi naseljenih mjesta: Blagojevići, Donje Selo, Hubjeri, Podkozara Donja, Radijevići, Sopotnica, Uhotići i Žuželo.
Od dijela prijeratne općine Goražde, koji je ušao u sastav Republike Srpske, formirana je općina Novo Goražde.

## Uprava
Općina Goražde je podjeljena na 20 mjesnih zajednica: Goražde I, Goražde II, Goražde III, Goražde IV, Vitkovići, Osječani, Berič, Osanica, Ilovača, Mravinjac, Vranići, Posestra, Faočići, Rešetnica, Kraboriš, Orahovice, Bogušići, Hubjeri, Sadba i Zupčići

## Povijest
Povoljna klima, plodno tlo, bogatstvo šuma kao i druga prirodna bogatstva pružala su ovom kraju dobru mogućnost da se u davnoj prošlosti na mjestu današnjeg grada nasele ljudi. Ovdje postoje tragovi života iz prapovijesti, a arheološka iskopavanja potvrđuju da su naselja Popov Do, Zupčići, Podhranjen i još neka druga mjesta bili naseljeni već u mlađem kamenom dobu. Nalazi su datirani u 2300 pr. Kr. Neolitski nalazi su nađeni u dolini Podhranjenske rijeke, u Popovu Dolu na lijevoj strani Drine, kao i u selu Zupčićima u Lugu. 
Prije Rimljana ovdje je živjelo ilirsko pleme Audata. Staru naseljenost ukazuje toponim Gradina, uz Podhranjenski potok, blizu njegova ušća u Drinu.
Naselja iz okoline Goražda: Sopotnica, Zidine (Kopači), potječu iz rimskog vremena. 
Duž Drine brojni su antički spomenici. Na mjestu Goražda postojalo je nekad rimsko naselje, što svjedoče brojni predmeti i iskopine. Podignuto je na rimskoj cesti koja je išla od Jadranskog primorja. Vjerojatno je sasvim razoreno i uništeno tijekom raznih najezdi i borbi u narednim stoljećima.
Kako je sam grad nastao ili kako je dobio naziv, nema sigurnih podataka, ali se zna da se ime grada prvi put spominje 1397. godine. Iz te srednjovjekovne prošlosti ima dosta spomenika koji govore o životu na ovom prostoru. Uglavnom su to pisani nadgrobni spomenici – stećci.Zna se da su na području današnjeg Goražda u doba Kraljevine Hrvatske bila mala naselja Goražda.
Je li je grad dobio ime od korijena riječi gorjeti, ili po tome što mu je okolina bogata šumama – gorama, sigurno se ne zna. Smatra se da je točna tvrdnja filologa Gorana Vukovića da ime Goražde vodi korijen od slavenske riječi Gorazd.

### Period turske vladavine
Kada su Osmanlije u 16. stoljeću počeli s osvajanjem balkanskih zemalja na udaru je bila srednjovjekovna Bosna. Goražde je 1465. godine palo u turske ruke.
Taj period obilježen je i ekonomskim razvojem. Iako je grad 413 godina bio pod turskom vlašću i imao većinom muslimansko stanovništvo, nije dobio tursko-orijentalno obilježje.
Premda predaji srednjovjekovna varoš bila je vrlo velika, no predaja je bez osnove. Najvjerojatnije je da je u prošlosti grad obuhvaćao današnje mjesto te jedan dio i naselje Sopotnicu udaljeno 3 km na desnoj strani Drine kao drugi dio. Rastom naselja težište gradskog života prenosilo se na današnje mjesto, što je nastavak predosmanskog procesa. Dio varoši na desnoj strani Drine bile su dvije mahale: Vranske i Hadžićke. Najrazvijeniji dio grada bila je stara čaršija. Mahalom se naziva dio varoši koji se od nekadašnje stare čaršije pružao duž druma prema Foči. Današnja Mahala i prijašnja stara čaršija najstariji su dijelovi muslimanske varoši. U njoj su bili brojni dućani i druge radnje. Na lijevoj obali Drine bio je karavan-saraj, stradao u požaru 1725. godine. Sinan-paša Sijerčić je reagirao na to gradnjom velikog hana koji je također bio nasuprot mosta, vjerojatno na mjestu tog karavan-saraja. Blizu tog hana postojao je sve do 1942. godine (izgorio) han Kolobara iz vakufa Džafer-bega Sijerčića. Drugi han pripadao je Huseinu Obarčaninu. Potrajao je do 1960. kad je srušen radi podizanja vatrogasnog doma.
U Goraždu je u osmanska vremena izrasla veleposjednička obitelj Sijerčića. Sjedište im je bilo u Odžaku, strateškom mjestu na uzvišenju iznad grada. U goraždanskom kraju su nazočni 500 godina. Posjede su imali u Odžaku, mnogobrojna polja u Goraždu, po mnogim drugim mjestima u Bosni. Područje utjecaja prostiralo se od Užica do Herceg Novog. U njihovo zlatno doba ovdje su podignute džamije (džamija Džafer-bega Sijerčića i džamija Sinan-paše Sijerčića s kraja 17. stoljeća), most, crkva u Sopotnici (pravoslavna, čiju su gradnju pomogli) u kojoj je bila prva tiskara u BiH. U Višegradu su imali jedno turbe, proglašeno za spomenik kulture. U Odžaku imaju turbe s haremom, odnosno obiteljskim grobljem Sijerčića. Za velike kuge u 16. ili 17. stoljeću mnogo je Sijerčića pokopano u masovnoj grobnici. U narodu od tih vremena postoji predaja o turbetu kao posebnom mjestu i mnogi putnici namjernici ostavljali su za svoju dobru nakanu ostavljali novce, od čega se kupovalo svijeće i u noći palile u turbetu, posebno u važnijim mjesecima. Nedaleko od tadašnjeg groblja je šehidsko mezarje vojske Sijerčića, sa stotinama grobova, zaraslo u šumi, ali se ostatci nišana jasno vide. Turbe Sinan-paše Sijerčića (nacionalni spomenik BiH od 2006., preživjelo rat 1990-ih) je početkom 19. stoljeća podignuto pored nešto starijeg turbeta u istom haremu u kojem je grob neznanog junaka. U turbetu je sahranjen osmanski general Sinan-paša Sijerčić, koji je u vrijeme Bosanskog ejaleta upravljao Goraždem i Pljevljima. Pašu su i sina mu poslije ubili ubijeni tijekom pregovora sa službenim predstavnicima Srbije na Mišaru u vrijeme Drugog srpskog ustanka 1806. godine.
Goražde 18. i 19. stoljeća bilo je muslimansko i pravoslavno naselje sve do pred kraj osmanske vladavine. Povremeno dolaze i naseljavaju se i katolici.

### Period austro-ugarske vladavine
Poslije Turske Bosnom je 1878. godine zavladala Austro-Ugarska monarhija. Te iste godine Austro-ugarska vojska ulazi u Goražde, u listopadu. Važnost Goražda je opala, ali napredak je došao na drugim poljima. Podignuta je škola, napravljene su bolje ceste i spojene s Čajničem, Fočom, Rogaticom i Sarajevom. Prosvjeta je postala dostupnija. Neke muslimanske obitelji otišle su i odselile se u Tursku. Pojačano se doseljavaju pravoslavci, a također su došli u manjem broju katolici i Židovi. Otvaraju se kavane i ostali ugostiteljski objekti. Od trgovačke sredine postala je obrtničkom. Listopada 1878. godine formirana je telegrafska postaja s neograničenom dnevnom i noćnom službom.
U samom gradu Austro-Ugarska gradi važnu vojarnu 1886. godine. Danas je to obnovljena osmogodišnja škola koja nosi naziv "Husein-ef. Đozo" (ranije O. Š. "Nikola Tesla"). 
Od 1886. je u Goraždu postojala crkva Presvetog Srca Isusova, od 1899. i župa. Sjedište župe premješteno je 1921. u Višegrad. Župna kuća nalazila se u središtu Goražda. Imala je prizemlje i kat, potkrovlje i cijelu bašču do Drine. Prostrano katoličko groblje nalazi se na izlazu iz Goražda, prema Kopačima.

### Prvi svjetski rat
Prvi svjetski rat BiH, pa i Goražde dočekali su pod austro-ugarskom okupacijom. U tom ratu stanovništvo Goražda, uglavnom muslimansko, masovno je stradalo od srpske i crnogorske vojske. Bio je to osmi genocid nad muslimanima.

### Međuratno razdoblje
Na ovom je prostoru 1940. godine živjelo oko 3 tisuće Hrvata katolika, što je nemali broj u odnosu ukupni broj stanovnika ovog dijela BiH u prvoj polovini 20. stoljeća. 1939. godine je kroz Goražde prošla željeznička pruga i sagrađena željeznička stanica pa je dio grada na desnoj strani Drine od tada dobio sve veći značaj.
1942. godine izgorio je han Kolobara.

### Drugi svjetski rat
Tijekom Drugog svjetskog rata Goražde preživljava teške dane. Sam grad više puta prelazi iz jednih u druge neprijateljske ruke. Komadanje Jugoslavije i njena podjela negativno su se odrazile i na samo Goražde. U travnju 1941. godine u grad ulaze njemačke i talijanske jedinice, vlast formiraju i jedni i drugi, a osim toga formirana je i vlast Nezavisne države Hrvatske (NDH). Kako je tada stanovništvo grada u nacionalnom pogledu bilo mješovito, opet se našla prilika za međusobno sukobljavanje. U tom sukobu najviše strada muslimansko stanovništvo. Za vrijeme tog, devetog po redu genocida nad Muslimanima, četnici su klali Muslimane na goraždanskom mostu i bacali ih u Drinu. U spomen na taj dan obilježava se Dan sjećanja 26. siječnja.
Stradale su i katoličke časne sestre, Družbe kćeri Božje ljubavi, poznate pod imenom Drinske mučenice. U drugom je svjetskom ratu goraždanska župa gotovo uništena. Župnik don Ivan Miletić uhićen je u Višegradu i potom ubijen.

### U Titovoj Jugoslaviji
Sva preostala imovina župe u Goraždu nacionalizirana je nakon drugog svjetskog rata. Crkva je pretvorena u konjušnicu, pa u skladište i potom je porušena.
Cestovni pristupi su asfaltirani. Izgrađene su nove ulice, osuvremenjeno i izgrađeno uže središte grada. Pojavile su se brzo razvijajuće prigradskih četvrti i naselja. Nekad periferna naselja i sela postala su suvremena predgrađa, poput Obarka na sjeveroistoku, Vitkovića i dio Zupčića na jugozapadu i Popova Dola na sjeverozapadu, a Vitkovići su vrsta središta prigradske zone. Podignuti su važni gospodarski objekti poput tvornice dušikovih spojeva, poduzeće Pobjeda, razni uslužni objekti te mnoštvo stambenih objekata, zgrade Narodnog odbora sreza, Radničkog doma, Pošte, Narodne banke, Sekretarijata unutrašnjih poslova, Osiguravajućeg zavoda i dr. Obnovljene su zgrade koje su se mogle upotrijebiti za druge ustanove.
Razvitak su platile neke stare zgrade. Veće muslimansko groblje na desnoj strani Drine 1955. godine napušteno je radi izgradnje Radničkog doma. Stara župna crkva Presvetog Srca Isusova srušena je 1957. godine. Han koji je pripadao je Huseinu Obarčaninu srušen je 1960. radi podizanja vatrogasnog doma.  Džamija Džafer-bega Sijerčića srušena je za vrijeme bivše Jugoslavije, i s njome stara čaršija s dućanima i hamamom. Na mjestu Džafer-begove džamije napravljena je zgrada SDK. 1963. godine rekonstruirana je džamija Sinan-paše Sijerčića.
Popuštanjem konzervativnih komunističkih snaga stvaraju se uvjeti za obnovu vjerskog života. Dotad su katolici bili bez prostora za obavljanje bogoslužja. Goraždanska je župa obnovljena je na Markovo 1989. godine. Za župske je potrebe kupljena jedna kuća u kojoj je župski stan i u sklopu nje kapelica sv. Dominika. Ondašnji je vrhbosanski nadbiskup i metropolit dr. Marko Jozinović blagoslovio kapelicu u sklopu nove župne kuće te svečano proglasio otvorenom obnovljenu župu Goražde, koja je od tad pod zaštitom sv. Dominika. Upraviteljem župe bio je i vlč. Boris Salapić, poslije vicekancelar u Nadbiskupskom ordinarijatu vrhbosanskom, prefekta sjemeništaraca te vicerektor u Nadbiskupskom sjemeništu "Petar Barbarić" u Tranviku i član predsjedništva Biskupske konferencije BiH. U okviru kapele u ul. Agana Imamovića je župni ured.

### Rat u Bosni i Hercegovini
Završetkom Drugog svjetskog rata ovdje se živjelo u nadi da se više nikada neće ponoviti strahote rata. Prije svega Muslimani su imali ogromno povjerenje u svoje susjede, no, dogodilo se ono najgore. U ratu Goražde i stanovništvo grada našlo se u posebno teškom položaju. Goloruko stanovništvo pruža otpor, kako ne bi doživjelo sudbinu Čajniča, Rogatice, Foče ili Višegrada. Grad je bez vode, struje i hrane. Jedini način da se dođe do minimalne količine brašna za porodicu bio je "Put spasa" do Grepka. A onda je i taj put bio presječen.
Jedna od najvećih bitaka za Goražde bila je operacija Krug u kolovozu 1992. godine. Operacije su izvele Prva i Tridesetprva drinska udarna brigada. Borbe su trajale četrdeset dana i završile su trijumfalnim ulaskom u grad oslobodilačkih jedinica preko jakih srpskih uporišta Desana i Površnice. Akcija je izvedena na dva ratišta, napadom na kote Hranjen i Oštro na jednoj strani i Petibor, Trovrh i Tvičjak na drugoj strani. Izvođenjem operacije "Krug" neprijatelju je nanesen težak poraz. Oslobođeno je 150 km2 prostora, došlo se do oružja i municije. Ova je operacija omogućila gradu da bar donekle normalno živi.
Nakon oslobađanja 150 km2 na lijevoj obali Drine, dana 14. rujna 1992. godine počela je akcija za oslobođenje teritorija na desnoj obali Drine. Akcija je uspješno završena 18. rujna 1992. godine, a izvele su je jedinice Četrdesettreće i Tridesetprve drinske brigade. Razbijena su srpska uporišta na Kolijevkama, Visevicama i Biljinu, te oslobođena naselja Bare, Krsnica, Zupčići, Potkozara i još neka sela.
Velikosrbi su granatirali župnu kuću i kapelicu tijekom osvajanja po BiH od 1992. godine. Uz to poslije su i muslimanske snage opljačkale i demolirale i kuću i kapelicu. Protjerani su preostali malobrojni Hrvati katolici s područja župe, tako da je čak i poslije rata, nakon "povratka" u župi ima tek pedesetak.

### Poslije rata
Nada za oživljavanjem zajednice nije umrla nakon rata. Poslije rata prvi je župnik bio vlč. Ivan Mršo, "apostol istočne Bosne". Okupio je raspršenu zajednicu katoličkih vjernika u istočnoj Bosni: Foči, Goraždu, Palama, Rogatici, Rudom i Višegradu. Obnovio je razorenu župnu kuću i kapelu sv. Dominika. Premda su ostali u vrlo malom broju, goraždanski Hrvati ostali su čvrsto uvezani. Iz povezanosti se realizirala ideje o osnutku Udruge Hrvata Sveti Dominik Goražde.
Za oporavak Goražda pomogli su Amerikanci Steve Reitz i supruga Kim, zbog kojih su Goražde došli na glas kao gradić z kojeg ljudi ne odlaze, već dolaze živjeti. U Goražde su prvi put došli 1997. godine. 2001. za stalno su se nastanili u Goraždu. U početku je ovaj pastor crkve iz Stewarta u Floridi dijelio hranu i odjeću te djelovao na obnovi kuća. Nakon što je pokrenuo svoj Hope Center, pokrenute su radionice i druge aktivnosti. Danas su zbog svog rada među najpopularnijim Goraždanima. Organizirali su brojne humanitarne akcije, obrazovne programe (škole engleskog, informatike za djecu, edukacija Goraždana za proizvodnju hrane i dr.), a od općine su u naselju Rasadnik na periferiji Goražda dobili 43 dunuma zemljišta na kojem će podići plantažu malina. Najavili su da će sav zarađeni novac od prodaje reinvestirati u nove projekte u Goraždu. Humanitarna organizacija Reitzovih UFM International Goraždanima je mnogo puta pomogla, osobito onima slabog imovnog stanja. Zbog raščišćavanja velikih snježnih nanosa s gradskih ulica 2012., pohvalio ih je načelnik općine Muhamed Ramović. Dao im je javnu zahvalu i dobili su posebno priznanje Skupštine općine. Radikalne islamističke skupine, njihovi portali i njihove društvene mreže tvrde da Reitzovi preko humanitarnih aktivnosti žele muslimansku djecu prevesti na kršćanstvo. Goraždani su takve tvrdnje odbacili, poručivši preko društvenih mreža da je američki bračni par Reitz "ugledan i uvažen u gradu na Drini i da su im njegovi stanovnici beskrajno zahvalni za sve što rade".
14. kolovoza 2009. godine otvorena je na desnoj obali Drine novoizgrađena džamija imenu Kajserija. Džamija je donacija naroda Turske tj. stanovnika grada Kayserija.
Prosinca 2014. okončana je sadnja prvih pet tisuća sadnica maline na Rasadniku. Reitz je planirao da proljeća 2015. bude još toliko posađeno. Namjerava da ovo bude desetogodišnji projekt koji će na danom zemljištu osigurati mještanima zapošljavanje i ukazati na neiskorišteni potencijal ovog grada.
Prije rata ovo je bio jedan od najrazvijenijih mjesta bivše države. Za rata je sve opustošeno. 
Zbog pametne gospodarske politike općine, u ovaj su kraj dovedeni veliki poslovi i investicije, neiskorištene prostore dali su onima koji žele ulagati, ulagačima su omogućili olakšice i stvorili poduzetnički ambijent. Ulagači su dobili zemljište za jednu marku, uz uvjet da ondje zaposle ljude. Tako je nezaposlenost u Goraždu danas samo pet posto. Danas je najpoželjnije mjesto za život i u nj se doseljavaju ljudi iz cijele BIH koji ovdje započinju novi život.
Danas je upravitelj župe Goražde Željko Čuturić, glavni vojni kapelan Oružanih snaga Bosne i Hercegovine. Pastoralni suradnik je don Marcel Babić, stručni savjetnik u Uredu katoličkog dušobrižništva Ministarstva obrane Bosne i Hercegovine.
6. travnja 2019. godine svečano su otvorene dvije džamije na ulazu i izlazu u grad. Novosagrađene džamije su na Obarku i Baćcima.
U novije se doba Goražde počelo širiti duž puta koji ide za Čajniče. Danas se Goražde širi duž druma prema Foči sve do Vitkovića te duž druma prema Sarajevu.

## Gospodarstvo
- Pobjeda Rudet
- Pobjeda Technology
- Ginex
- Bekto Precisa
- GP Drina
- HI AZOT
- Prevent Safety
- Prevent Goražde
- Bingo

## Poznate osobe
- Zaim Imamović, Zlatni Ljiljan, komandant 14. divizije I korpusa Armije Republike Bosne i Hercegovine
- Isak Samokovlija, književnik
- Elvir Laković Laka, pjevač
- Anto Baković, svećenik, pisac, novinar
- Rade Jovanović, pjevač, tekstopisac, skladatelj
- Vlatko Nemec – Švabo (1938. – 2014.), zaslužni visoki djelatnik Hrvatskog planinarskog saveza[20]
- Drinske mučenice
- Senjanin Maglajlija, rukometaš
- Božidar Goraždanin
- Anabela Bukva, pjevačica
- Aziz Gluščević Zisko show men, pjevač
- Izet Bučo, stručnjak za filmske vizualne efekte, oscarovac
- Kasim Kamenica, bivši rukometaš i rukometni trener
- Džejla Ramović, pjevačica ilahija

## Spomenici i znamenitosti
- Rimokatolička kapela Svetog Dominika Guzmana[21]
- Katolička crkva Presvetog Srca Isusova iz 1886. godine, srušena 1957. godine.[22] Goražde je nekad bilo sjedište župe. U Višegrad ju je premjestio goraždanski župnik Andrija Antunović iz Gračaca.[23]
- Pravoslavna kapela i u sastavu Srpske pravoslavne crkvene opštine goraždanske.[12]
- U planu je izgradnja katoličke kapelice Drinskih mučenica na mjestu gdje je podignuto spomen-obilježje bl. Drinskim mučenicama. Spomen-obilježje otvoreno je dan nakon njihove beatifikacije u sarajevskoj Zetri, 24. rujna 2011. godine. Nakon podizanja spomen-obilježja, pohode ga brojni katoliki vjernici iz cijeloga svijeta. Naime, spomen obilježje Drinskim mučenicama u Goraždu, u posljednje vrijeme sve češće postaje hodočašće katoličkim vjernicima iz cijelog svijeta.[24]
- Džamija Kajserija
- Džamija Bare
- Džamija Obarak
- Džamija Baćci
- Džamija Sinan-paše Sijerčića

## Obrazovanje
U užoj gradskoj jezgri grada Goražda postoje dvije osnovne [kole, O.Š. "Husein efendija Đozo", O.Š. "Fahrudin Fahro Baščelija" te Osnovna glazbena škola "Avdo Smajlović"; pored ove dvije obrazovne ustanove u širem gradskom području postoje još četiri osnovne škole. Grad ima tri srednje škole; Mješovita srednja škola "Enver Pozderović", Srednja tehnička škola "Hasib Hadžović" te Srednja stručna škola "Džemal Bijedić". 
Pored navedenih Goražde ima visokoškolsku ustanovu, "Međunarodno sveučilište u Goraždu". Sveučilište u obavljanju djelatnosti objedinjuje obrazovni, znanstveno-istraživački, stručni, odnosno umjetnički rad kao sastavnice jedinstvenog procesa visokog obrazovanja. Sveučilište integrira funkcije svih ustanova i jedinica u svom sastavu, a posebno fakulteta, tako što sprovodi jedinstvenu politiku čiji je cilj stalno unaprijeđenje kvalitete nastavnog procesa i usavršavanje znanstveno-istraživačkog rada na temelju vizije, misije i ključnih vrijednosti. U smislu nastavne aktivnosti, Sveučilište ima četiri organizacijske jedinice/Fakulteta i to: Fakultet društvenih znanosti, Fakultet tehničkih znanosti, Fakultet zdravstvenih znanosti, Fakultet edukacijskih znanosti.

## Sport
- FK Goražde
- FK Drina Goražde
- KK Radnički Goražde
- Karate klub Holiday[25]
- RK Goražde
- OK Goražde
- ŽRK Goražds

## Vanjske poveznice
- Službene stranice općine Goražde